# 시링올
시링올(영어: syringol)은 자연적으로 생성되는 방향족 유기 화합물이다. 시링올은 피로갈롤의 다이메틸 에터이다.

## 자연적인 생성
과이어콜과 함께 시링올과 그 유도체는 시나필 알코올 단량체의 열분해로부터 유도되는 리그닌의 열분해의 특징적인 산물이다. 이처럼 시링올은 장작 연기의 중요한 성분이다.

## 용도

### 음식 준비
훈제 음식을 준비할 때 시링올은 연기가 자욱한 냄새를 담당하는 주요 화학 물질이며, 과이어콜은 주로 맛에 기여한다. 인공 액체 또는 고체 연기 향미료에는 화학 물질이 포함되어 있으며 평균적으로 해당 제품의 질량 기준으로 각각 13.73% 및 13.42%를 구성한다.

### 화학 원료
목질 바이오매스에서 추출한 바이오 연료인 열분해 오일은 부산물로 시링올을 생성하도록 최적화되어 있으며, 잠재적으로 석유 유래 페놀에 대한 수요를 대체할 수 있다. 예를 들어 연구에 따르면 시링올은 일반적으로 사용되는 합판용 방수 접착제인 페놀 폼알데하이드 수지의 대체 공급원료 역할을 할 수 있다.

## 같이 보기
- 포도주의 페놀 성분
- 시링알데하이드
- 시링산
- 아세토시링온
- 시나필 알코올
- 시나프알데하이드
- 시나핀산
- 시나핀
- 카놀롤